# Deezer
Deezer是一家法国在线音乐流媒体服务提供商。它允许用户在各种设备上在线或离线收听来自包括环球音乐集团、索尼音乐和华纳音乐集团在內的各家唱片公司的音乐。2007年，Deezer创建于法国巴黎，截至2019年1月，Deezer拥有5600万首授权曲目，拥有超过3万个电台频道，月活跃用户達1400万，付费用户為700万。该服务适用于Web、Android、IOS、BlackBerry OS、Microsoft Windows和MacOS。

## 历史
2006 年，Daniel Marhely 在巴黎开发了 Deezer 的第一个版本，称为 Blogmusik。 他的想法是通过流媒体技术为音乐爱好者提供无限的访问权限。 该网站最初的版本被法国机构 SACEM 指控侵犯版权，并在 2007 年 4 月关闭后，于 2007 年 8 月重新推出 Deezer，并与 SACEM 达成协议，通过广告收益向版权持有人支付版权费。
截至 2012 年 12 月，Deezer 有大约 200 万用户付费订阅，其中每月活跃用户群约为 700 万，其库中有 2000 万首歌曲。根据首席执行官 Dauchez 的说法，到 2016 年，该公司的目标是在全球音乐市场占有 5% 的份额。
2014 年 6 月，Deezer 宣布与三星建立新的合作伙伴关系，为欧洲的三星 Galaxy S5 用户提供为期六个月的免费 Deezer Premium+ 订阅。
2014 年 9 月，Deezer 宣布推出 Deezer Elite，这是一项专为 Sonos 打造并与 Sonos 合作的全新独家服务。 
2014 年 10 月，Deezer 宣布 Stitcher Radio 将并入 Deezer。 到 2015 年，Deezer 用户将能够在 Deezer 中使用 Stitcher Radio 功能。2016 年 6 月，Deezer 以 450 万美元的价格将 Stitcher 出售给 E.W. Scripps Company。
2020 年 9 月，Deezer 加入了由 Epic Games 领导的应用公平联盟中的多家科技公司，要求提供更好的条件，以便将他们的应用纳入 Apple 和 Google 的应用商店。。

## 融资历史
- 2007年10月，B轮融资，Deezer S.A.获得Idinvest Partners、CM-CIC Capital Prive、Xavier Niel（个人）、Daniel Marhely（个人）和Jonathan Benassaya（个人）共同投资的1470万欧元资金。
- 2012年6月，D轮融资，Deezer S.A.获得Access Industries独家7000万欧元投资。
- 2016年1月，E轮融资，Deezer S.A.获得Access Industries领投，Orange跟投的1.1亿美金资金。
- 2018年8月，F轮融资，Deezer S.A.获得 Kingdom Holding Company, Orange 共同投资的1.6亿欧元资金。[5]